# Juliana Pasha

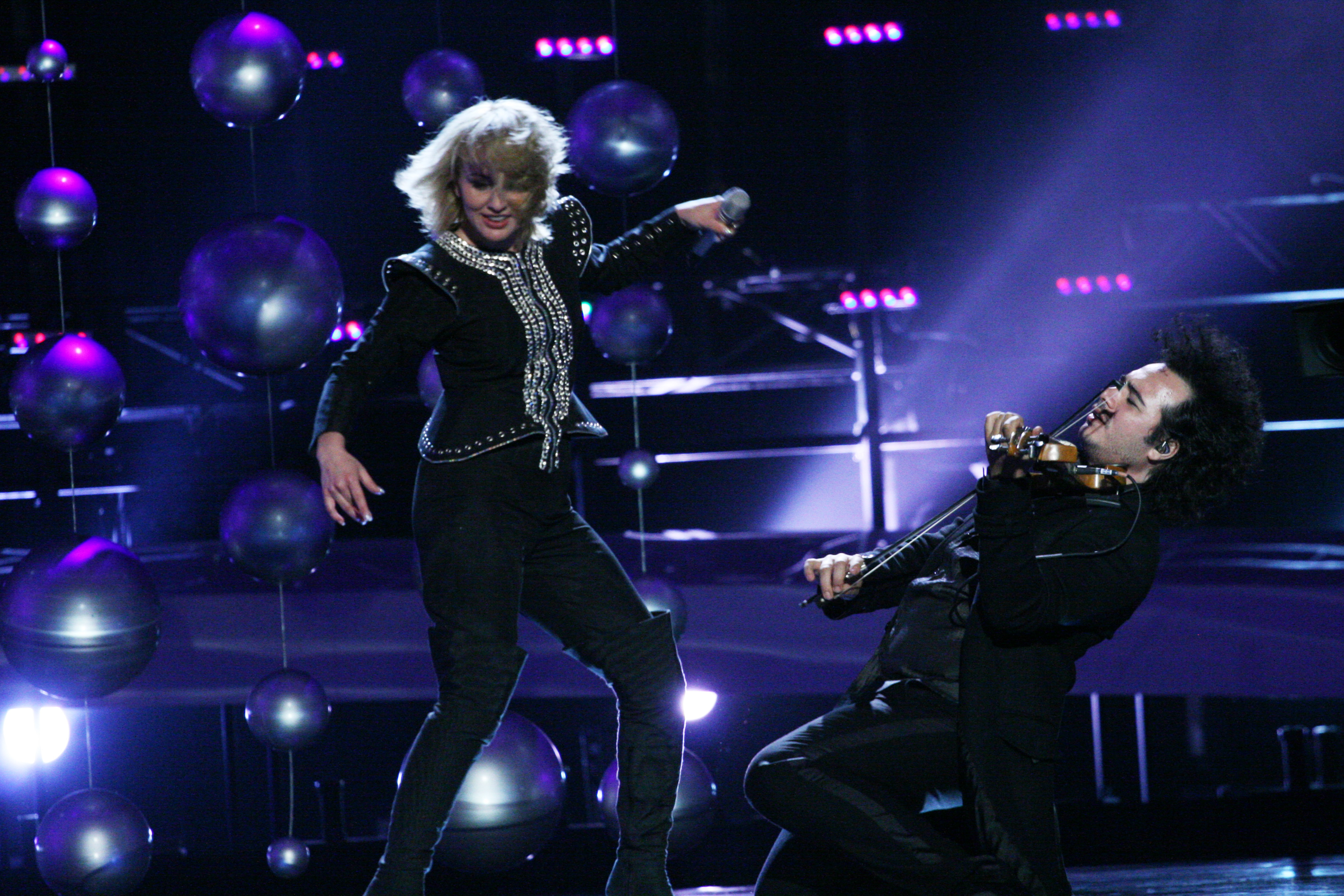
Juliana Pasha uppträder tillsammans med violinisten Olen Cesari vid den första semifinalen i Eurovision Song Contest 2010, 25 maj 2010

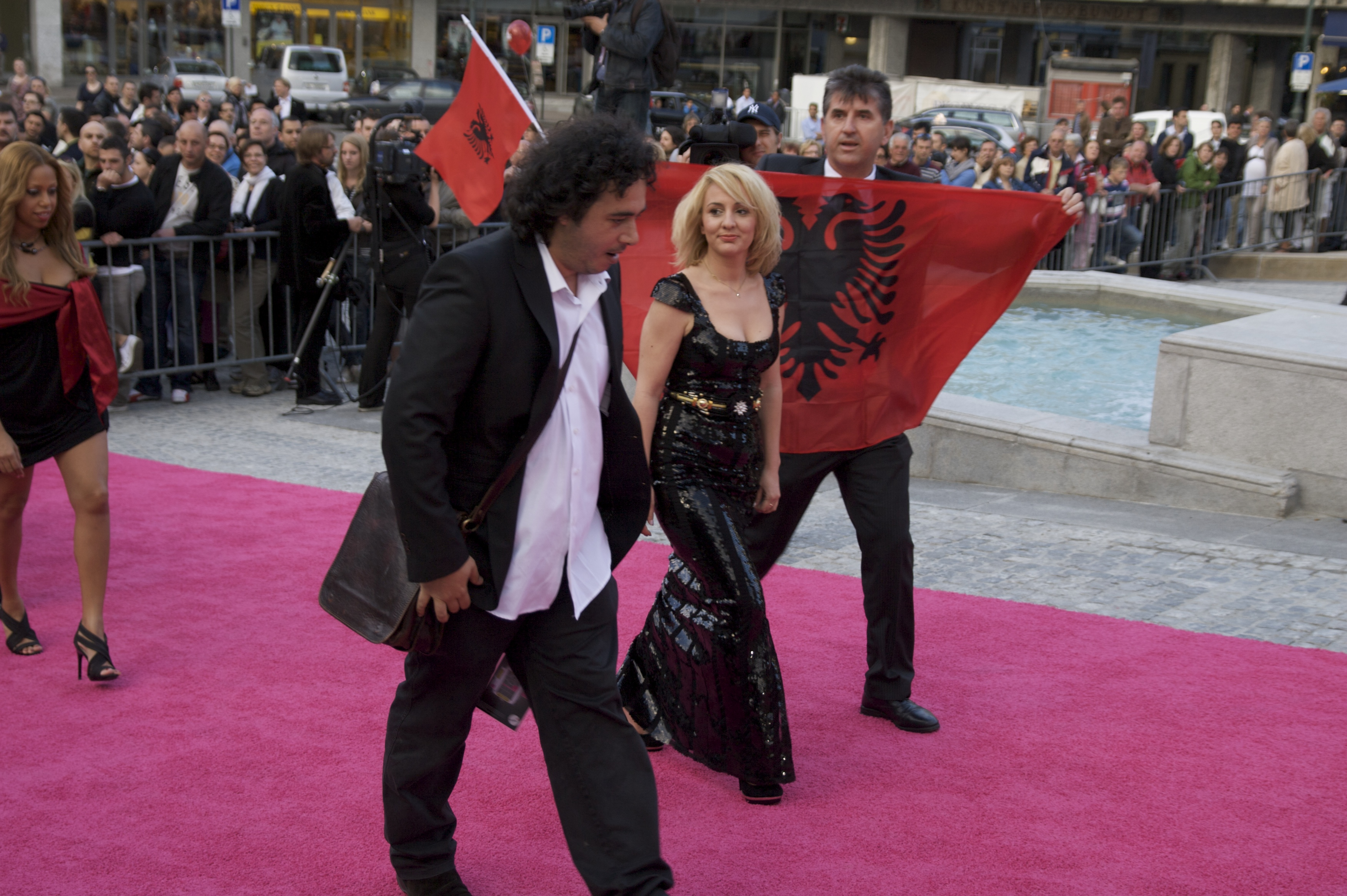
Juliana Pasha tillsammans med Olen Cesari, och bakgrundssångerskan Glenys Vargas i förgrunden, vid invigningen av Eurovision Song Contest 2010

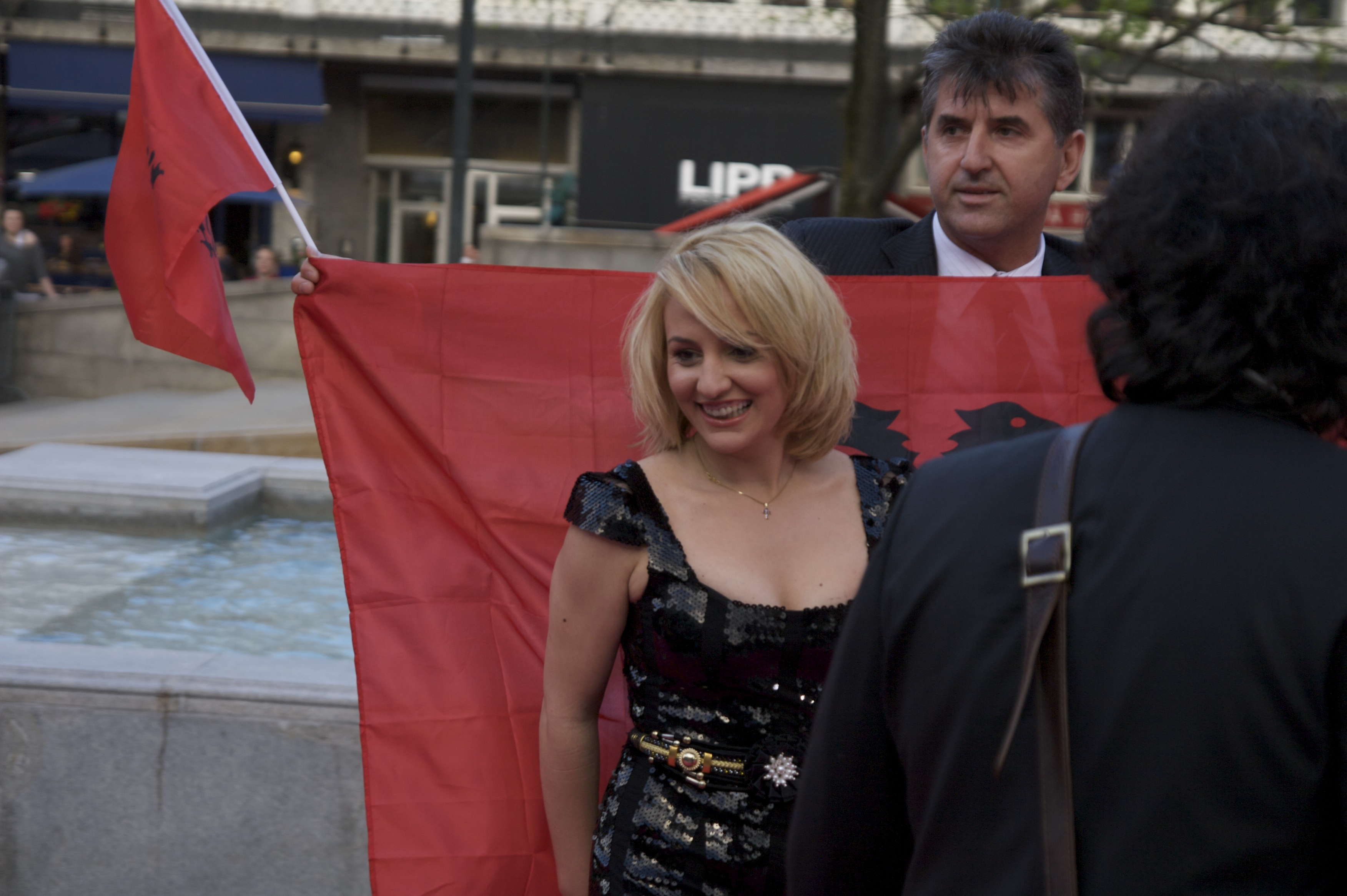
Juliana Pasha framför den albanska flaggan i Oslo 2010

Juliana Pasha, född 20 maj 1980 i Tirana i Albanien, är en albansk sångerska och skådespelare och affärskvinna. Pasha representerade Albanien i Eurovision Song Contest 2010 i Oslo med bidraget It's All About You. I finalen slutade hon på en 16:e plats av 25 deltagare. Vid premiären i januari 2012 var hon en av coacherna och jurymedlemmarna i X Factor Albania. En av de artister som Pasha coachade, Sheila Haxhiraj, tog hem den första upplagan av tävlingen. Inför den andra säsongen av programmet byttes Pasha ut i juryn.

## Karriär
Juliana Pasha inledde sin karriär genom att vid 18 års ålder delta i musiktävlingen Festivali i Këngës år 1998 med låten "Në këngën time u çlodha". Året därpå deltog hon i Festivali i Këngës igen, nu med låten "Degjoi zërat e largët". Pasha deltog även år 2000 och 2002 i tävlingen. År 2000 tilldelades hon Vaçe Zela-priset för bästa unga sångare. Fem år senare, 2007, gjorde hon comeback i Festivali i Këngës 46 med låten "Një qiëll i ri", som slutade på en tredjeplats i finalen som vanns av Olta Boka. År 2008 deltog hon än en gång, i Festivali i Këngës 47 denna gång med låten "Një jëte" som slutade på andra plats. "Një jetë" framfördes som en duett tillsammans med Albaniens representant i Eurovision Song Contest 2006, Luiz Ejlli.
Pasha har också deltagit i en annan av de större musikfestivalerna i Albanien, Kënga Magjike. Där har hon deltagit sammanlagt tre gånger: 2003 deltog hon med låten "Të humbas në ëndërr", 2005 med låten "Ti unë" och 2008 med låten "Një mijë arsye" (1000 år). Utöver sina deltaganden i Festivali i Këngës och Kënga Magjike har Pasha även deltagit i Mikrofoni i artë (gyllene mikrofonen) tre gånger: 2002, 2003 och 2005. År 2007 spelade hon rollen "Dado" i Shakespeare-musikalen Romeo och Julia.

### Eurovision Song Contest 2010
Den 27 december 2009 vann Juliana Pasha Festivali i Këngës 48, och hon kom att representera Albanien i Eurovision Song Contest 2010 med låten "Nuk mundem pa ty". Innan tävlingen valde man dock att byta språk på låten till engelska och därmed tävlade Pasha med den nya, engelska, titeln "It's All About You". Till tävlingen i Oslo valde man även att ta med sig tre amerikanska bakgrundssångare: Dezy Kedjour, Glenys Vargas och Joy Garrison. Man valde också att ta med sig den albansk-italienska violinisten Olen Cesari till numret på scen.
Juliana tog sig vidare från den första semifinalen av Eurovision Song Contest 2010 den 25 maj 2010 då hon fick 76 poäng, vilket räckte till en sjätteplats, och hon kom därmed att representera Albanien i finalen den 29 maj som en av de 10 finalisterna från den första semifinalen. Finalplatsen innebar att Albanien gick till final i Eurovision för tredje året i rad då både Olta Boka (2008) och Kejsi Tola (2009) lyckats ta landet till final. I finalen fick hon 62 poäng, vilket räckte till en sextonde plats av 25 bidrag. Detta skapade ett visst missnöje inom albansk media eftersom man ansåg att Juliana Pasha, som en av Albaniens mest professionella sångerskor, borde ha nått en bättre placering.

### Kënga Magjike 2010
Under hösten år 2010 ställde Juliana Pasha upp i musiktävlingen Kënga Magjike igen. Där framförde hon en duett tillsammans med Luiz Ejlli, precis som i Festivali i Këngës 47. Låten som de tävlade med heter "Sa e shitë zemrën?" (Hur mycket sålde du ditt hjärta?), och är en powerballad, komponerad av kompositören och sångaren Pirro Çako. Vid tävlingens final den 20 november 2010 fick de 697 poäng, vilket gav dem segern i tävlingen. De vann dock med endast två poäng marginal ner till tvåan, deras kompositör Pirro Çako, som sjöng låten "Mirembrëma si je?". De vann också ett specialpris, kritikerpriset, och de var nominerade till Hit Song-priset.

### X Factor Albania
Den 8 januari 2012 började den första säsongen av den albanska versionen av X Factor att sändas på TV-kanalen TV Klan i Albanien. Tillsammans med Vesa Luma, Alban Skënderaj och Pandi Laço var Pasha en av jurymedlemmarna/coacherna i programmet. I programmets första säsong hade Pasha tilldelats alla kvinnliga sångare medan Laço tilldelats alla grupper, Luma alla över 23 år och Skënderaj alla män. Pashas fyra tävlanden var Sheila Haxhiraj, Xhesika Polo, Festina Mejzini och Savjana Vjerdha. Som coach lyckades Pasha få med sig två av sina sångare (Sheila Haxhiraj och Xhesika Polo) till finalen, där totalt tre personer tävlade om segern. Den tredje finalisten var sångaren Kristo Thano, som coachades av Alban Skënderaj. I slutändan stod det mellan Haxhiraj och Thano, och där till slut Sheila Haxhiraj korades till segrare vilket innebar att Pasha blev den vinnande coachen i den första upplagan av albanska X Factor. Inför programmets andra säsong, som startade den 28 oktober 2012, byttes både Pasha och Vesa Luma ut mot Soni Malaj och Tuna.
I september 2012 släppte hon tillsammans med sångaren Sidrit Bejleri låten "Më beso". Låten skrevs och komponerades av Bejleri medan Shpëtim Saraçi tonsatte den. Musikvideon släpptes även den i september, producerad av Supersonic.

### Kënga Magjike (2012–idag)
I oktober 2012 presenterade Pasha sitt bidrag i musiktävlingen Kënga Magjike 14 vid E diela shqiptare (albansk söndag), med titeln "Diamant". Låten är en ballad som är komponerad av den framgångsrike makedoniske kompositören Darko Dimitrov. Låtens text är författad av Pirro Çako, som två år tidigare skrivit Pashas och Luiz Ejllis vinnarbidrag i Kënga Magjike 12, "Sa e shitë zemrën". Pasha deltog i den andra semifinalen, den 9 november 2012 och från den lyckades hon ta sig vidare till finalkvällen. Väl där tilldelades hon priset för tävlingens bästa röst. I kampen om huvudpriset fick hon 657 poäng, vilket räckte till en tredjeplats bakom segrande Alban Skënderaj och tvåan Aleksandër och Renis Gjoka.
2015 ställde Pasha efter tre års frånvaro upp i Kënga Magjike 2015. Hon deltog med balladen "Vullkan" (vulkan). Hon tog sig till tävlingens final, där hon efter att artisterna röstat på varandra slutade på tredje plats med 918 poäng, endast 1 poäng bakom andraplacerade Endri Prifti. Hon tilldelades även priset "Kantautori i mirë" (pris för bästa låtskrivare i tävlingen).

## Privatliv
Juliana Pasha började sjunga redan vid 6 års ålder. Hon tog studenten vid gymnasiet Qemal Stafa i Tirana, och efter gymnasiet tog hon examen vid musikhögskolan, med inriktningen musikvetenskap. Juliana Pasha är gift med maken Altin.
Pasha uttalade att hon kom att släppa en kristen CD på albanska och engelska snart efter att hon deltagit i Eurovision. Albumet var tänkt att släppas i oktober 2010, men på grund av hennes deltagande i Kënga Magjike 12, och hennes deltagande i musikalprogrammet "Jag & du", har albumet skjutits upp på obestämd tid. När media under Eurovision Song Contest 2010 frågade henne hur mycket religionen betyder för henne svarade hon att den är mycket viktig eftersom hon tror på gud och att hon är vid Eurovision på grund av hans hjälp.
Juliana Pasha arbetar aktivt i kampen mot blodshämnd, Gjakmarrja, en tradition som plågar många familjer i främst norra Albanien där Pasha kommer ifrån. Projektet kallas Hannah Albania, vilket Pasha marknadsför genom sin popularitet i Albanien. Hon har också ägnat mycket tid åt att besöka offer för blodshämnden i fängelserna, och hon har i radio talat om vikten av att välja förlåtelse istället för blodshämnd.
2014 öppnade hon en fiskrestaurang vid Të Stela i Albaniens huvudstad Tirana.

## Diskografi
* Lista över Juliana Pashas låtar i alfabetisk ordning (A-Z)
- Dëgjoji zërat e largët
- Diamant
- Falje
- Flas me natën
- Hodha një lule në ferrë
- It's All About You
- Je madhështorë
- Lavdi perëndisë
- Lumi i dashurisë
- Më beso (med Sidrit Bejleri)
- Milje larg
- Natën vonë
- Në këngën time u çlodha
- Nënave Shqipëtare
- Nga jeta morën jetë
- Një jetë (med Luiz Ejlli)
- Një mijë arsye
- Një qiell i ri
- Nuk e fshehim dashurinë
- Qëngji është i denjë
- Rrjedh në nëngë e ligjërime (ursprungligen av Vaçe Zela)
- Sa e shitë zemrën (med Luiz Ejlli)
- Të humbas në ëndërr
- Ti unë